# Douglasia gormanii
Douglasia gormanii är en viveväxtart som beskrevs av Lincoln Constance. Douglasia gormanii ingår i släktet Douglasia och familjen viveväxter. Inga underarter finns listade i Catalogue of Life.